# Orthocladius halvorseni
Orthocladius halvorseni är en tvåvingeart som beskrevs av Ole Anton Saether 2003. Orthocladius halvorseni ingår i släktet Orthocladius och familjen fjädermyggor.
Artens utbredningsområde är Norge. Arten har ej påträffats i Sverige. Inga underarter finns listade i Catalogue of Life.